# Christian Friedrich Henrici
Christian Friedrich Henrici (Stolpen, a la vora de Dresden, 14 de gener de 1700 – Leipzig, 10 de maig de 1764), poeta i llibretista alemany, conegut pel renom de Picander, famós per haver escrit els textos de diverses obres, principalment cantates, de Johann Sebastian Bach.

## Biografia
Estudià Dret a la Universitat de Wittenberg, i l'any 1720 es traslladà a Leipzig; primer exercí de professor particular, després passà a treballar al Servei de Correus – del que l'any 1734 arribà a ser-ne un directiu principal – i posteriorment, a partir de 1740 fins a la seva mort, delegat d'Hisenda, en concret s'encarregava dels impostos sobre begudes. Tenia bons coneixements de música, tocava algun instrument i està acreditat que era membre d'algun dels Collegium Musicum de la ciutat.Com a poeta, s'inicià en la composició d'obres satíriques i polèmiques, sovint lascives, que li generaren problemes de diferents tipus, fet pel qual, l'any 1725, es passà als textos d'orientació religiosa. Aquest mateix any inicià la publicació de l'obra Sammlung Erbaulicher Gedancken Bey und über die gewöhnlichen Sonn- und Festtags Evangelien (Col·lecció de meditacions edificants sobre les evangelis dels diumenges i dies de precepte), un seguit d'alexandrins que clouen amb corals prou ben coneguts. Les col·laboracions amb Bach s'iniciaren el 1725 amb la cantata profana BWV 249a. Escrigué un bon nombre de llibrets per a cantates religioses i profanes, que formen part dels cinc volums de Ernst-Scherzhaffte und Satyrische Gedichte (Poemes seriosos, jocosos i satírics), apareguts entre 1727 i 1751, i que veieren diverses reedicions. S'ha especulat sobre l'existència d'un cicle complet de cantates de l'any 1729, que s'ha perdut, però no hi ha prou proves que ho confirmin. És autor d'altres obres importants de Bach, com la Passió segons Sant Mateu (BWV 244) i la Passió segons Sant Marc (BWV 247) i, probablement, de l'Oratori de Nadal (BWV 248) i de l'Oratori Pasqua (BWV 249); de fet, no hi ha unanimitat entre els experts, en quantes composicions de Bach tenen el text de Picander. Poeta de qualitat moderada, la col·laboració amb Bach s'explica més que per la seva capacitat innegable d'escriure textos fàcils i brillants, en els seus coneixements musicals sòlids; coneixements que no només li permetia satisfer les peticions del compositor, sinó, sobretot, aprofitar una composició prèvia, adaptar-la a un context nou, i fer-ne una paròdia brillant.